# Судариков, Николай Георгиевич
Николай Георгиевич Судариков (2 февраля 1913 — 2000) — советский дипломат. Чрезвычайный и полномочный посол.

## Биография
Член ВКП(б) с 1939 года. Заочно окончил Московский юридический институт (1938). Кандидат юридических наук.
- В 1932—1946 годах — сотрудник органов юстиции.
- В 1939—1941 годах — преподаватель в вузе.
- В 1946—1948 годах — заведующий правовым отделом Совета по делам колхозов при Совете Министров СССР.
- В 1948—1956 годах — преподаватель в вузе.
- В 1956—1960 годах — советник посольства СССР в Китае.
- В 1960—1962 годах — советник-посланник посольства СССР в Китае.
- В 1962—1963 годах — заместитель заведующего Дальневосточным отделом МИД СССР.
- В 1963—1967 годах — заведующий Дальневосточным отделом МИД СССР
- В 1964—1967 годах — член Коллегии МИД СССР.
- С 15 апреля 1967 по 8 августа 1974 года — чрезвычайный и полномочный посол СССР в КНДР[1].
- В 1974—1979 годах — заведующий Отделом Южной Азии, член Коллегии МИД СССР.
- С 20 октября 1979 по 24 апреля 1983 года — чрезвычайный и полномочный посол СССР в Австралии[2].
- С 14 июня 1980 по 18 ноября 1983 года — чрезвычайный и полномочный посол СССР на Фиджи по совместительству[3].
- С 1983 года — на научно-преподавательской работе в Дипломатической академии МИД СССР.

Член Центральной ревизионной комиссии КПСС (1971—1976).
Похоронен в Москве на Ваганьковском кладбище.

## Награды
- Орден Славы III степени (1958)[4]
- Орден Отечественной войны II степени (1985)
- Медаль «За победу над Германией в Великой Отечественной войне 1941—1945 гг.»[5]

## Публикации
- «Государственный строй Китайской народной республики» (1956).